# Colin Clarke
Colin John Clarke (Newry, 30 de outubro de 1962) é um ex-futebolista profissional norte-irlandês que atuava como atacante.

## Carreira
Colin Clarke fez parte do elenco da Seleção Norte-Irlandesa de Futebol, da Copa de 1986.